# Verdeckter Kanal
Ein verdeckter Kanal (engl. covert channel) ist in der IT-Sicherheit ein parasitärer Kommunikationskanal, welcher Bandbreite (Informationskapazität) eines legitimierten Kommunikationskanals benutzt, um Informationen zu übermitteln. Teilweise wird anstelle des Begriffs verdeckter Kanal auch der Begriff Tunnel verwendet. Allerdings ist der Begriff verdeckter Kanal aus akademischer Sicht vorzuziehen.

## Eigenschaften
Alle verdeckten Kanäle benötigen Bandbreite eines legitimierten Kommunikationskanals. Dadurch verringern sie entweder die Bandbreite des legitimierten Kanals oder laden ihm ohne Verringerung der Bandbreite weitere Informationen auf. Der verdeckte Kanal versteckt sich geschickt im legitimierten Kanal und ist somit schwer bis gar nicht zu entdecken. 
Ein Beispiel ist die Steganographie, bei welcher wenige Details eines Bildes geändert werden, um weitere Informationen (Text) in den originalen Datensatz (das Bild) einzubringen. Die zusätzliche Information ist für den Benutzer auf den ersten Blick nicht erkennbar.
- Eine Unterart der Steganographie benutzt das low-order bit jedes Pixels, um die versteckte Nachricht im Bild unterzubringen. Nur genau diese Bits bilden die Nachricht ab, alle anderen Bits bilden das legitime Bild ab. Diese subtile Änderung kann allenfalls dann erkannt werden, wenn explizit danach gesucht wird.
- Das Hintergrundrauschen in Tondateien kann ebenfalls weitere Signale verbergen; dies kann als Watermarking verwendet werden, um Tondateien eindeutig zuzuordnen.

## TCSEC
Die Trusted Computer Security Evaluation Criteria (TCSEC) sind eine Zusammenstellung von Kriterien, welche für sicherheitskritische Systeme verwendet werden. Diese Kriterien garantieren sicherheitsrelevante Eigenschaften eines Computersystems. Unter diese fallen auch die verdeckten Kanäle, wobei diese hier auf sicherheitskritische Systeme angelegt sind.
Ein verdeckter Kanal bezieht sich innerhalb der TCSEC-Kriterien auf den Informationsfluss von höher eingestuften compartments (Klassifikation einer Information) zu tiefer eingestuften compartments (Klassifikation einer Information), siehe hier auch Mandatory Access Control.
Es werden folgende Typen von verdeckten Kanälen unterschieden:
- Speicherkanal (Storage channel) – Kommunikation über gespeicherte Daten.
- Zeitkanal (Timing channel) – Informationen werden über zeitliche Abfolgen informationstechnischer Verarbeitungen übertragen.

Ein Computersystem, welches die Klassifikation B2 nach TCSEC besitzt, muss auf die Speicherkanäle analysiert worden sein und ab B3 auch auf Zeitkanäle.

## Gegenmaßnahmen
Die Möglichkeit, dass verdeckte Kanäle in einem Computersystem vorhanden sind, kann kaum ausgeschlossen noch sinnvoll verhindert werden. Es wird in praktischen Systemen immer Möglichkeiten geben, einen „Gastkanal“ zu benutzen. 
Als Beispiel hierfür kann das Öffnen und Schließen einer Datei oder das Setzen und Löschen ihrer Dateiattribute nach einem vereinbarten Muster dienen: Ein Programm manipuliert eine Datei nach zeitlichen Kriterien, ein anderes Programm überwacht diese Datei und interpretiert die Zustände oder Zeitabstände zwischen den Änderungen als binäre Informationen. Gegenspielern wird es kaum möglich sein, ein solches Verhalten zu erkennen.
Gegenmaßnahmen lassen sich in solche unterteilen, die einen verdeckten Kanal verhindern, seine Kapazität begrenzen oder ihn detektieren, wozu beispielsweise die Shared Resource Matrix Methodology, Covert Flow Trees, die Pump, Traffic Normalization, und Covert Timing Channel-Detektion mit maschinellem Lernen oder statistischen Verfahren gehören. Je nach Gegenmaßnahme kann diese zu einem unterschiedlichen Zeitpunkt des Software Development Lifecycle angewandt bzw. in bestehende Systeme integriert werden. Für Timing und Storage Channels existieren unterschiedliche Gegenmaßnahmen.